# Понте Бинуара (Трапани)
Понте Бинуара је насеље у Италији у округу Трапани, региону Сицилија.
Према процени из 2011. у насељу је живело 18 становника. Насеље се налази на надморској висини од 160 м.